# Christ for all Nations
A Christ for all Nations (CfaN) é uma organização evangelística criada em 1974 pelo missionário alemão Reinhard Bonnke e sua esposa, Anni, então servindo em Maseru, Lesoto. A partir dali, difundiu-se por vários outros países da África, tendo alegadamente convertido ao cristianismo mais de 90 milhões de pessoas.

## Histórico
Em 1969, os Bonnke começaram sua missão evangelística no país encravado Lesoto,  localizado dentro da África do Sul. Após vários anos, nos quais suas pregações não obtiveram grande êxito, Reinhard Bonnke começou a sentir-se muito frustrado. Todavia, conforme relata, um dia teve um sonho no qual o mapa da África era "lavado no precioso sangue de Jesus", e uma voz, que ele afirmou ser do Espírito Santo, exclamou: "a África deve ser salva". Bonnke a princípio não teria levado em grande conta a mensagem, mas após o sonho se repetir durante quatro dias seguidos, comentou com a esposa: "Anni, acho que Deus está tentando me dizer alguma coisa".
A partir daí, com o apoio de uma pequena igreja local, Bonnke iniciou sua primeira cruzada, mas apenas 100 pessoas compareceram nesta reunião inicial. Todavia, minutos depois dele ter começado a pregação, um homem levantou-se dentre a congregação e gritou estar curado, sendo seguido por vários outros presentes. A repercussão deste evento trouxe um afluxo crescente de pessoas para as próximas reuniões, as quais começaram a lotar estádios. A partir de então, Bonnke começou a peregrinar de nação em nação africana, arregimentando grandes cruzadas evangelísticas que se tornavam cada vez maiores. A CfaN construiu então uma primeira tenda móvel (a "Tenda Amarela"), com capacidade para abrigar dez mil espectadores; esta, todavia, em pouco tempo tornou-se pequena, e uma estrutura maior, a  "Grande Tenda", capaz de receber 30 mil espectadores sentados foi construída; ainda assim, não era capaz de comportar todos os milhares que queriam presenciar as pregações.
Depois do seu grande sucesso na África, a CfaN estendeu-se para a Ásia, realizando cruzadas nas Filipinas, Malásia, Indonésia, Singapura e Índia. Numa fase posterior, atingiu a América Latina, incluindo o Brasil, onde a organização mantém uma escola de evangelismo em Curitiba, Paraná.

### Sucessão
Em 2009, após ter servido por vários anos ao lado de Reinhard Bonnke, o evangelista Daniel Kolenda foi nomeado pelo fundador da CfaN como presidente da organização, e indicado seu sucessor. A transição foi concluída em 2019, com a morte de Reinhard Bonnke.

## Controvérsias
Deve ser ressaltado que as pregações da CfaN não atraíram somente simpatizantes: em 1990, ocorreram protestos na predominantemente muçulmana cidade de Kano, na Nigéria setentrional, onde Bonnke havia sido autorizado a realizar uma de suas cruzadas. Nos tumultos que se seguiram, cerca de oito pessoas morreram, segundo dados oficiais. A equipe da CfaN teve que ser retirada do local da cruzada às pressas, por militares, e conduzida ao aeroporto da capital, Lagos, por onde deixaram o país. Depois do incidente, vistos para que a CfaN atuasse na Nigéria foram negados, durante dez anos. As relações com o governo nigeriano só começaram a mudar favoravelmente em 1999, com a chegada ao poder do presidente Olusegun Obasanjo.
Segundo a professora Esther Mombo, do Center for Christian-Muslim Relations in Eastleigh (CCMRE), Nairóbi, Quênia, o impacto das cruzadas de Bonnke e da CfaN na África é complexo, e pode exigir dos pesquisadores algum tempo até ser corretamente avaliado. Segundo Mombo, as pregações nem sempre alimentavam uma coexistência pacífica entre cristãos e muçulmanos, mas estimulavam a rivalidade e o ódio. Apesar disso, ela conclui:
Seus ministérios de cura pareciam estranhos e, até certo ponto, um circo. No entanto, tenho certeza de que, através do seu ministério, algumas pessoas conheceram Cristo e cresceram na fé.

### Esquema IPIC
Em 2003, a CfaN foi envolvida num esquema fraudulento criado por Gregory Setser, um autodeclarado "investidor cristão" e fundador da International Product Investment Corp. (IPIC), que ludibriou várias organizações evangélicas prometendo lucros de 25% a 50% em períodos de três a seis meses. O responsável por introduzir Setser na alta direção da CfaN, T. Thomas Henschke, era um ex-empregado da organização, preso na operação do FBI que deteve Setser e outros comparsas. A CfaN alega que foi vítima do esquema e que Setser participou de apenas duas reuniões de diretoria, tendo dado "uma contribuição substancial para o ministério", antes da sua prisão.